# ماري آننغ
ماري آننغ (بالإنجليزية: Mary Anning)‏ (21 أيار/مايو 1799 - 9 آذار/مارس 1847 )، هي إحاثية بريطانية تعمل على جمع الحفريات والتجارة بها. تُعرف آننغ عالميًا باكتشافاتها المهمة في الطبقات الأحفورية الجوراسية في الجروف على طول القناة الإنكليزية في بلدة لايم ريجيس في مقاطعة دورست في جنوب غرب إنكلترا. ساهمت النتائج التي توصلت إليها في تغييرات مهمة في التفكير العلمي حول حياة ما قبل التاريخ وتاريخ الأرض.
بحثت آننغ عن حفريات في جروف بلولايز بالمنطقة، وخصوصًا خلال أشهر الشتاء عندما كشفت الانزلاقات الأرضية عن حفريات جديدة كان لابد من جمعها بسرعة قبل أن تضيع في البحر.
ماتت آننغ في عام 1833 خلال انزلاق أرضي. شملت اكتشافاتها أول هيكل عظمي للإكتيوصور الذي حُدد بشكل صحيح، والعثور على أول اثنين من الهياكل العظمية المكتملة للبلصورات، وأول هيكل عظمي للتيروصور الذي يقع خارج ألمانيا، وأحافير أسماك مهمة.
```
لعبت ملاحظاتها دورًا رئيسيًا في اكتشاف أن 
الكوبروليت
 المعروف باسم أحجار بيزور في ذلك الوقت كان عبارة عن فضلات متحجرة. كما اكتشفت أن أحافير بيلمينيت تحتوي على أكياس حبر متحجرة مثل تلك الموجودة في رأسيات الأرجل الحديثة. عندما رسم الجيولوجي هنري دي لا بيشال دورست القديمة، كان أول تمثيل مصور على نطاق واسع لمشهد من حياة ما قبل التاريخ المستمد من عمليات إعادة البناء الأحفوري، واستند إلى حد كبير على الحفريات التي عثرت عليها آننغ، وباع مطبوعات منها لصالحها.
```

لم يكن لآننغ مشاركة كاملة في المجتمع العلمي لبريطانيا في القرن التاسع عشر حيث كان معظمهم من الأنجليكيين. تعرضت آننغ للكثير من المصاعب المادية حيث كانت أسرتها فقيرة، وكان والدها صانع أثاث توفي عندما كانت هي في الحادية عشر من عمرها.
أصبحت آننغ معروفة في الأوساط الجيولوجية في بريطانيا وأوروبا وأمريكا، وناقشها العديد من العلماء حول قضايا التشريح وكذلك حول جمع الحفريات. لم تكن آننغ مؤهلة للانضمام إلى الجمعية الجيولوجية في لندن على الرغم من براعتها في مجالها، ولم تحصل دائمًا على التقدير الكامل لمساهماتها العلمية، ويعود ذلك إلى أنها امرأة.
كتبت آننغ في رسالة: «لقد استغلني العالم بشكلٍ قبيح، وأخشى أن يكون هذا الأمر قد جعلني أشك بالجميع من حولي». نُشرت لها خلال حياتها مقالة علمية واحدة في مجلة التاريخ الطبيعي في عام 1839.
أثارت قصة حياة آننغ غير العادية العديد من الكتّاب والقرّاء في عام 1847. كتبت إحدى الكاتبات عنها في مجلة "All the Year Round"، وحرر المقالة تشارلز ديكنز في عام 1865 قائلًا «نجحت ابنة النجار في شق طريق شهرتها، وهي تستحق الفوز بها». أدرجت الجمعية الملكية آننغ في قائمة النساء العشرة البريطانيات الأكثر تأثيرًا في تاريخ العلوم وذلك في عام 2010 بعد 163 سنة من وفاتها.

## السيرة الذاتية والمهنية

### الطفولة

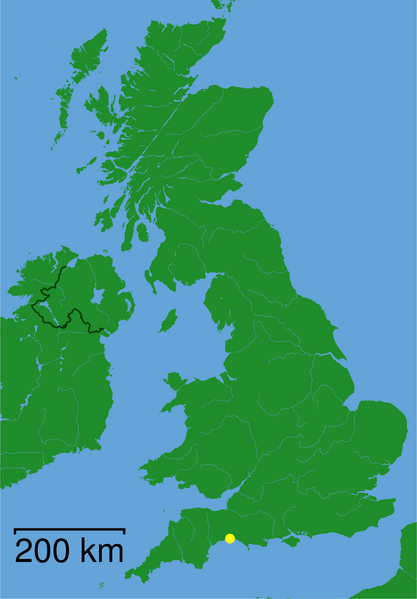
صورة لخريطة المملكة المتحدة

ولدت ماري بلايم ريجس، دورست، إنجلترا، لنجار بارع يدعى ريتشارد آننغ. إلا أن والدها، سعيا لتحسين دخله، كان يذهب للتنقيب عن الحفريات في الطبقات المتحفرة بجرف المدينة الساحلي ليبيعها للسائحين. تزوج ريتشارد آننغ من ميري مور الشهيرة بمولي، في الثامن من أغسطس لعام 1793. عاش الزوجان معاً ببلاندفورد، إلا أنهما، بعد ذلك، انتقلا للعيش بمنزل على جسر مدينة لايم. انضم الزوجان لكنيسة خارجة عن الكنيسة الأنجليكية، تقع في شارع كوم، حيث سمي أتباعها بالمستقلين الأحرار قبل أن يطلقوا على أنفسهم اسم الأبرشانيين.
وفي هذا الصدد كتبت شيلي إملينغ أن عائلة ماري كانت تقطن في منزل قريب جداً من البحر، حيث أن العواصف البحرية التي كانت تكشف عن الحفريات، ذاتها، كانت تفيض داخل البيت مضطرة العائلة للتسلل للخارج عبر نوافذ غرف النوم العلوية، خشية الغرق.

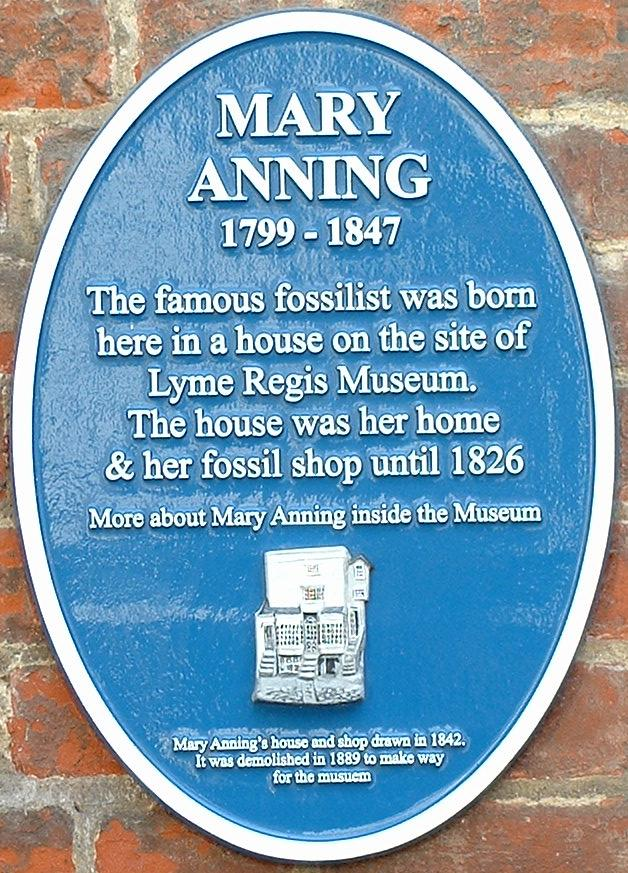
صورة للوحة بيضاوية معلقة على جدار حجري مكتوب عليها أن ماري ولدت في منزل كان يقع في هذا المكان

هذا النصب التذكاري معلق على ما يعتقد أنه كان المنزل الذي شهد مولد ماري ومتجرها الأول، إلا أن هذا المنزل قد تحول الآن إلى متحف لايم ريجس المحلي.
رزق ريتشارد آننغ وميري مور بعشرة أطفال.
الطفلة الأولى كانت تدعى ماري، وقد ولدت في عام 1794 ثم تلتها بنت أخرى توفت سريعاً جداً. بعد ذلك ولد جوزف في عام 1796 تلاه ولد آخر، إلا أن هذا الطفل مات رضيعاً. وفي العام نفسه، 1796، توفت الابنة الكبرى ماري، التي كانت في الرابعة من عمرها، حيث أمسكت النار بثيابها عندما كانت تضيف إليها براضة الخشب.
وقد نشرت تلك الحادثة في عدد مجلة باث كرونيكال الصادر في السابع والعشرين من ديسمبر لعام 1798، حيث جاء فيه أن «طفلة لنجار يدعى السيد ر. آننغ يعيش في لايم ريجس، تبلغ من العمر أربع سنوات، تركت بمفردها في غرفة بها براضة خشب...حيث أمسكت النار بثيابها...ولم تنتبه لها أمها، الأمر الذي جعلها تصاب بحروق بالغة أودت بحياتها»
والجدير بالذكر أن ميري مور أنجبت طفلة بعد تلك الحادثة بخمسة أشهر فقط، حيث أطلق عليها ماري نسبة لأختها التي قضت قبل أشهر. وبعد ذلك أنجب أطفال آخرون، إلا أن جميعهم ماتوا قبل أن يتموا عامهم الثاني، ولم يعش سوى ماري وجوزف حتى مرحلة الشباب.
وعلى الرغم من ذلك، فلم يكن معدل وفايات الأطفال المرتفع في عائلة ماري أمر غير مألوف، ففي بدايات القرن التاسع عشر كان نصف الأطفال في بريطانيا يموتون قبل سن الخامسة. وبالنظر للظروف المعيشية الصعبة بلايم ريجس، في بدايات القرن التاسع عشر، فإن موت الأطفال جراء الإصابة بالجدري والحصبة كان أمر مألوف تماما.
في التاسع عشر من أغسطس لعام 1800، أي عندما كانت ماري تبلغ من العمر 15 شهرا فقط، وقعت حادثة جذبت أنظار الجميع إليها. فقد وقفت ماري تحت شجرة دردار ضخمة مع إحدى الجارات التي تدع إليزابيث هسكنغ، وسيدتين أخرتين لمشاهدة عرض فروسية كانت تقدمه مجموعة من الخيالة. إلا أن تلك الشجرة وقعت إثر صاعقة برقية وقتلت النسوة الثلاث في الحال. وسرعان ما نقل شهود العيان الطفلة إلى منزلها، حيث تم إنعاشها بحمام ساخن.
وبعد تلك الحادثة قال الطبيب الذي فحص ماري أن نجاتها كانت معجزة إلاهية. وقالت عائلتها أن ماري كانت تبدو مجرد طفل سقيم ممراض، قبل تلك الحادثة، ولكنها الآن أصبحت زهرة متفتحة. وكذلك ظل الناس لسنوات طوال يربطون بين ذكاء ماري وحيويتها وحب الاستطلاع لديها وبين تلك الحادثة.
تلقت ماري قدر قليل جدا من التعليم. فقد كانت تحضر مدارس الآحاد بالكنيسة الأبرشانية، حيث تعلمت القراءة والكتابة. وقد كانت تلك الكنائس، على عكس الكنائس الأنجليكية، تؤكد على أهمية التعليم بالنسبة للفقراء. ولعل من أهم ما درسته ماري في تلك المدرسة هي المجلة الدينية التي كانت تصدر عن الكنيسة. حيث كتب فيها الأب جيمس ويتن، القس المسؤول عن العائلة، مقالين; أحدهما يؤكد أن الله خلق الأرض في ستة أيام، والآخر يدعوا أتباع كنيسته لدراسة العلم الجديد; علم الجيولوجيا.

### عمل العائلة بجمع الحفريات

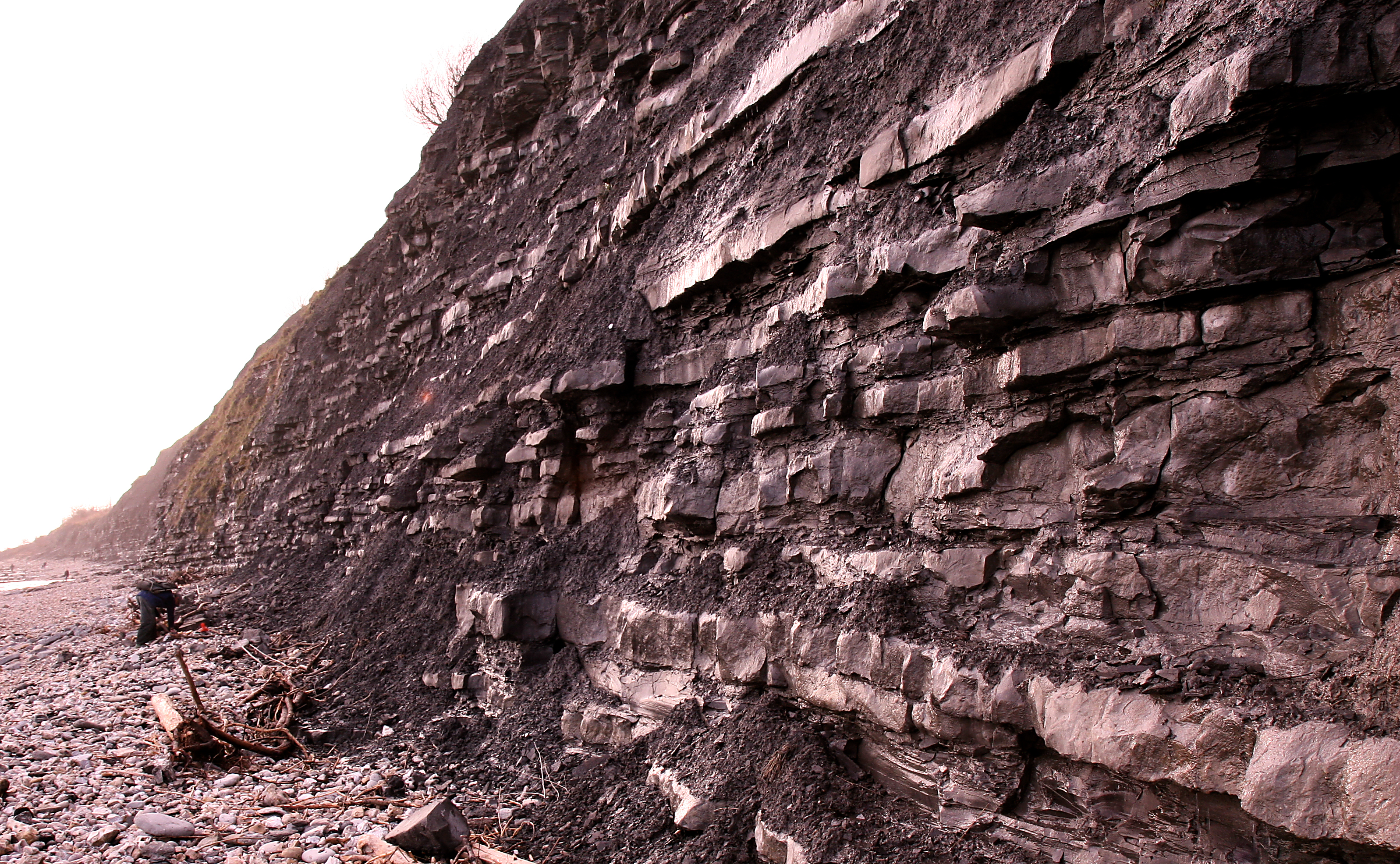

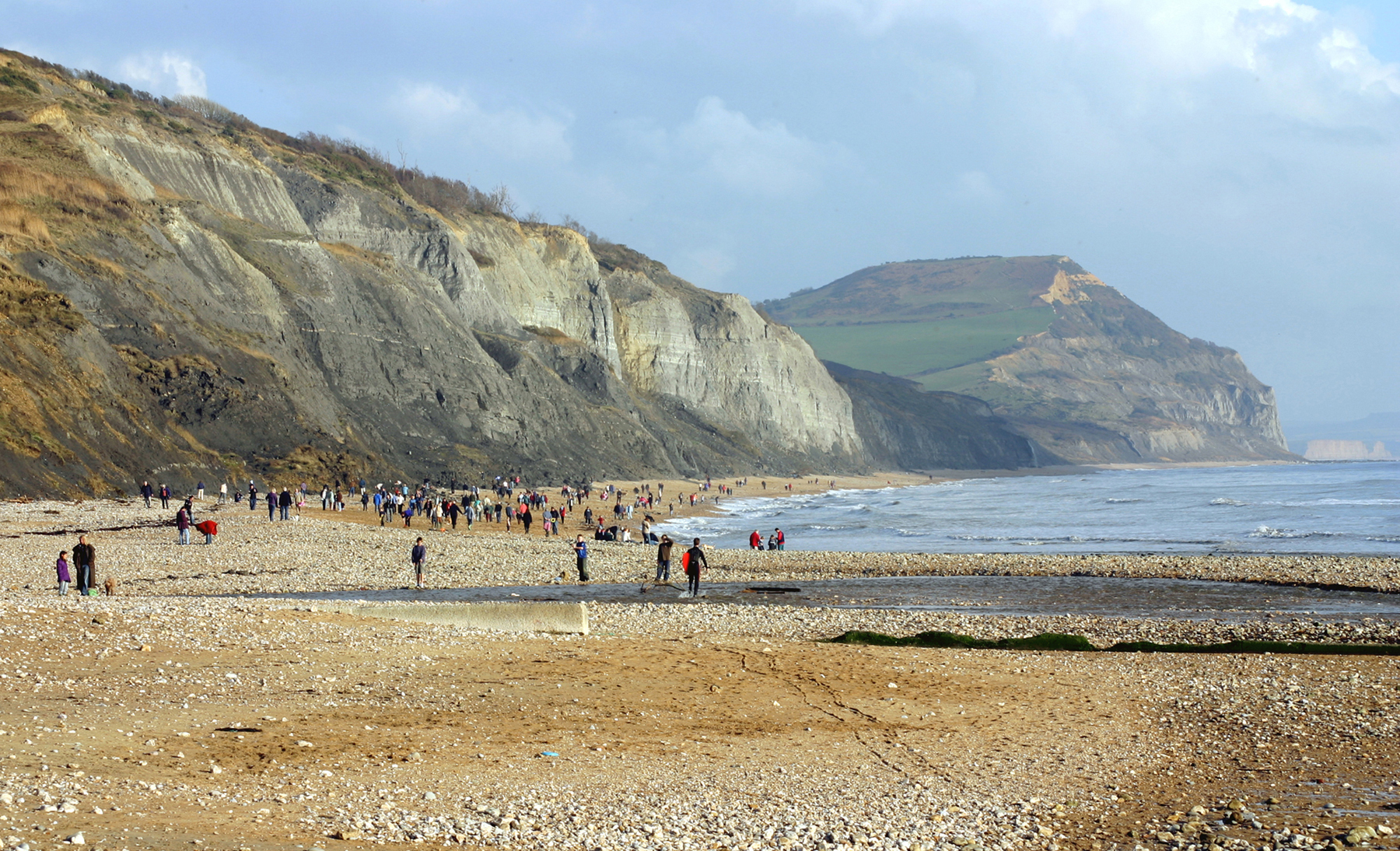
صورة لساحل تشارموث الجوراسي بدورست، حيث عثرت عائلة ماري على الكثير من الحفريات

في نهاية القرن الثامن عشر، وبالتحديد بعد عام 1792، حيث اندلعت حروب الثورة الفرنسية، أصبح معظم البر الأوروبي خطر على أبناء طبقة الأشراف البريطانية، وبالتالي ازدهرت سواحل لايمريجس وأصبحت منتجعا سياحي للأغنياء والطبقة الوسطى على حد سواء.
اتجه سكان المنطقة المحليون، حتى قبل أن تولد ماري، لبيع ما أسموه ب«الكوريوز/ curios» للسائحين. فقد كانوا يعتقدون أن لتلك الحفريات فوائد طبية وأخرى سحرية خارقة.
كان السكان المحليون يطلقوا بعض الأسماء البراقة على تلك الحفريات; فتراهم يسمون الأمونيت ب«سنايك-ستونز/ snake-stones» والبلمنايت ب«أصابع الشيطان/ ديفلز فنجرز/ devil's fingers»، أما العواميد الفقرية فكانوا يطلقوا عليها اسم «فيرتبيريز/ verteberries».
في أواخر القرن الثامن عشر وبدايات القرن التاسع عشر، كان جمع الحفريات هواية شائعة بين الناس، إلا أنه تحول بالتدريج، بسبب تطور الفكر العلمي، من كونه مجرد تسلية إلى علم يؤثر في كلاً من علم الأحياء وعلم الجيولوجيا.
كان التكوين الجيولوجي لجروف البلولايز الساحلية، المحيط بلايم ريجس، المصدر الرئيس لاستخراج الحفريات ببريطانيا. فقد كان يتكون من طبقات رسوبية متراصة من الطفل والطين والحجر الجيري، تجمعت خلال العصر الجوراسي (منذ 195: 210 مليون سنة).
ويلاحظ أن تلك الجروف الساحلية كانت خطرة للغاية، خاصة خلال أشهر الشتاء، حيث تحدث الانزلاقات الأرضية. والغريب في الأمر، أن أشهر الشتاء الخطرة تلك كانت تشهد إقبالا كبير من جامعي الحفريات، نظرا لكون هذا الهبوط الأرضي يميط اللثام عن الكثير من الحفريات.
كان ريتشارد آننغ دائما ما يأخذ ماري وجوزف في رحلات الاستكشاف التي كان يقوم بها لجمع الحفريات. فقد كانت العائلة، سعياً لتحسين دخلها، تعرض تلك الحفريات على مائدة تنصب أمام منزلها، ومن ثم تبيعها للسائحين.
كانت تلك الفترة عصيبة على محدودي الدخل والفقراء في المجتمع الإنجليزي بسبب ما خلفته حروب الثورة الفرنسية، ومن بعدها الحروب النابوليونية من نقص في الغذاء وارتفاع في الأسعار. فقد زاد ثمن القمح ثلاث أضعاف ما كان عليه في الفترة من 1792 إلى 1812، بينما بقيت رواتب الطبقة العاملة، تقريبا، على ما هي عليه من تدني. وفي دورست، أدى نقص الغذاء إلى تدهور الوضع السياسي واندلاع أعمال الشغب. حتى أن ريتشارد آننغ، نفسه، قام بتنظيم تظاهرة احتجاجا على نقص الغذاء.
أضف إلى ذلك الإقصاء الذي كانت تعاني منه الأسرة لكونها منشقة عن الكنيسة الإنجليزية. فطبقا للقانون الإنجليزي، آنذاك، كان يحرم على غير أتباع الكنيسة الإنجليزية، الالتحاق بالجامعات أو بالجيش أو حتى تولي بعض الأعمال.
وقد زاد الطين بلة، بعد وفاة ريتشارد آننغ، في نوفمبر لعام 1810 عن عمر يناهز الرابعة والأربعين، متأثرا بالسل، المرض الذي داهمه بعد أن وقع من أعلى جرف; فقد ترك الأسرة، بلا أي مدخرات، تتحمل ديون طائلة، الأمر الذي اضطرها للتقدم للحصول على معونة الفقراء،
مع الاستمرار في بيع الحفريات على مائدة نصبت داخل موقف الخيول بخان المدينة.
وبالرغم من أن كل القصص تسلط الضوء على عبقرية ماري في جمع الحفريات، فقد كتب دينيس دين أن ميري مور وجوزف آننغ كانا يعتبران داهية في مجال جمع الحفريات. وأن الأبوان قد باعا الكثير من الحفريات المهمة قبل وفاة ريتشارد آننغ.

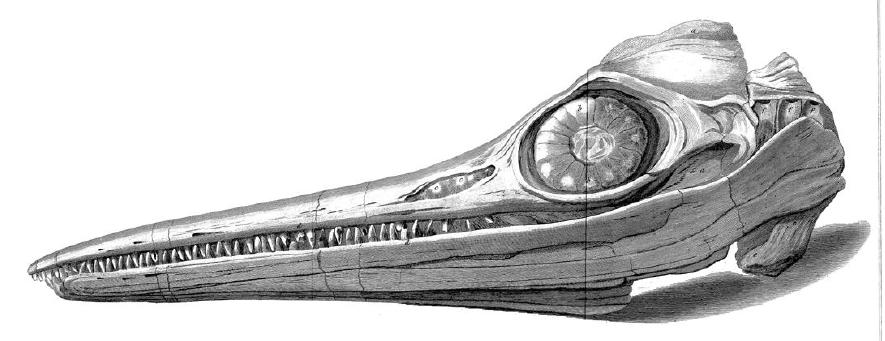
رسم لمشهد جانبي لجمجمة إكتيوصور طويلة ونحيفة بها تجويف عين كبير وأنياب طويلة تشبه المسمار، مأخوذة من رسمة إفيريرد هوم التي نشرت في جريدة صدرت عام 1814.

كانت أولى اكتشافات جوزف وماري الشهيرة، جمجمة إكتيوصور يبلغ طولها أربع أقدام، عثر عليها جوزف في عام 1811، وباقي الهيكل العظمي الذي عثرت عليه ماري بعد ذلك بعدة أشهر.
وقد قام هنري هوست هنلي، لورد كولواي، الواقعة بالقرب من لايم ريجس، بشراء الهيكل العظمي من العائلة مقابل £23.
والذي بدوره قام ببيعه لجامع الحفريات الشهير (ويليام بولوك)، الذي قام بعرضه في لندن حيث جذب إليه الأنظار. ففي حين أن معظم سكان إنجلترا كانوا لا يزالون يصدقون قصة الخلق في سفر التكوين؛ والتي تقضي بأن عمر الأرض لا يتجاوز بضع آلاف من السنين، جاء هذا الهيكل العظمي ليطرح الكثير من التساؤلات حول تاريخ الأرض والكائنات الحية.
بعد ذلك طرح الهيكل للبيع بمزاد باعتباره هيكل عظمي لتمساح متحفر، واشتراه تشارلز كونيغ، مدير المتحف البريطاني ب45 جنيه و5 شلنات، واختار له اسم «إكتيوصور».
أدارت الأم (ميري) عمل العائلة بجمع الحفريات بعد وفاة زوجها ريتشارد، إلا أنه ليست هناك أية معلومات حول الحفريات التي جمعتها بنفسها. والشيء الوحيد الذي وصلنا من كتاباتها، هو خطاب بعثته للمتحف البريطاني في عام 1881، تطلب منه دفع مستحقات العائلة نظير النموذج الذي اشتراه منها.
أما عن جوزف، فقد كان مشغولا بتعلم حرفة التنجيد، ولكنه ظل يعمل بجمع الحفريات حتى عام 1825. ومنذ ذلك العام، بدأت ماري تدير عمل العائلة بنفسها.

### مزاد بيرتش
في عام 1820 شعر المقدم توماس جيمس بيرتش\ بولفل; جامع الحفريات الشهير، وأحد زبائن العائلة الذي يعيش بلينكونشير، بالضيق تجاه حالة الفقر التي وصلت لها عائلة آننغ. فبعد عدة سنوات بلا أي اكتشافات مميزة، وصلت حالة العائلة المادية لمستوى متدن للغاية، اضطرت معه لبيع أثاث المنزل لتسديد الإجار، الأمر الذي جعل توماس يقرر إقامة مزاد لصالح العائلة يبيع فيه ما اشتراه منها من حفريات، فكتب في الخامس من مارس لعام 1820 لعالم الحفريات غيديون مانتل يقول أن هذا المزاد «لصالح أم فقيرة تعيش مع ابنها وبنتها بلايم، ولكن تلك المرأة وأبناءها، قد وجدوا معظم الحفريات المهمة التي شاركت في تطور البحث العلمي......ربما لن استطيع الاحتفاظ بالمنتلكات النادرة التي أوشك على بيعها، ولكن ما يجعلني أقبل على إقامة هذا المزاد أني أعلم أن عائده سيذهب لأناس يستحقونه بحق».
وبالفعل أقيم المزاد لمدة ثلاث أيام ببولوكس، لندن، وحضره مشترون من باريس وفيينا، حيث جمع المزاد 400 جنيه استرليني (يعادل 31٬000 جنيه استرليني في عام 2025). وبالرغم من أننا لا نعرف ما وصل العائلة من هذا المبلغ، فإن هذا المزاد ساعد العائلة على تحسين وضعها المادي، كما أكسبها شهرة كبيرة في الأوساط الجيولوجية.

### متجر الحفريات وزيادة الخبرة بالمهنة الخطرة

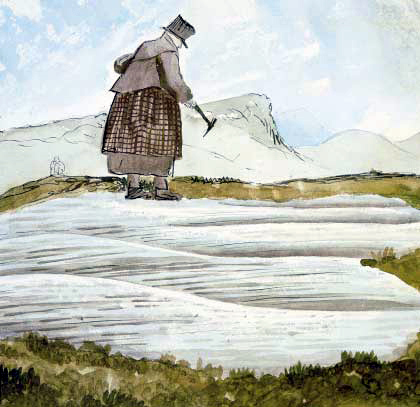
رسمة لهنري ديلابيك تصور امرأة بثوب طويل وثقيل تمسك بمطرقة صخر وتنظر لشاطئ رملي، وهي صورة توضح ماري آننغ أثناء عملها

اعتمدت ماري في البداية على بيع الحفريات اللافقارية كقواقع الأمونيت والبلمنايت المنتشرة، حيث كانت تبيعها مقابل شلنات قليلة، على خلاف الفقاريات، كالإكتيوصورات
، التي كانت أكثر ندرة وأغلى ثمنا.
وقد كان جمع الحفريات عملاً شتوياً غاية في الخطورة، كما ذكرت مجلة بريستول ميرور في مقالها عن ماري عام 1823:
وقد ظهرت مخاطر عمل ماري جلية، في عام 1833 عندما استطاعت أن تنفد بأعجوبة من أحد تلك الانهيارات التي دفنت رفيقها الوفي (الكلب تراي).
حيث كتبت ماري في خطاب لصديقتها تشارلوت ميرتشسون في نوفمبر من نفس العام: «ربما تسخرين مني إذا ما قلت أن موت كلبي الوفي قد أثر بي كثيرا، ولكن الجرف الذي قتله سقط في لحظة خاطفة أمام عيني بالقرب من قدمي....فقد كان يفصلني عن المصير نفسه دقيقة واحدة فقط.»
بدأت شهرة ماري تزداد مع كل اكتشاف تقوم به; ففي العاشر من ديسمبر لعام 1823 عثرت على هيكل عظمي كامل بلصور، وفي عام 1828 عثرت على أول زواحف طائرة في بريطانيا تيروصور والذي عرض بالمتحف البريطاني بوصفه تنين طائر، أما في العام 1829 فقد عثرت على هيكل سمكة سكوالوراجا Squaloraja.
وبالرغم من أن ماري تلقت قدر قليل جدا من التعليم، فقد كانت تحرص على قراءة كل ما تصل إليه أيديها من الأدب العلمي والأبحاث المنسوخة والتي كانت تستعيرها من أصدقائها. حيث قال عنها عالم الحفريات كريستوفر مغالن أنه فحص نسخة ماري للبحث الذي أصدره عالم الجيولوجيا ويليام كونيبير في عام 1824، حيث وجد عدة صفحات من الشرح التقني المفصل بقلم ماري، بيد أن هذا الشرح كان متسق مع البحث الأصلي بصورة جعلت من الصعب معرفة ما كتبته ماري من ما كتبه ويليام نفسه.
لم تكتفِ ماري بجمع الحفريات فقط، فقد كانت تقوم بتشريح بعض الحيوانات المعاصرة كالأسماك والحبار سعياً لفهم أعمق لتكوين الحيوانات المتحفرة.
وقد تحدثت عنها السيدة هيريت سلفستر، أرملة قاضي لندن السابق، في مذكراتها عندما زارت لايم في عام 1824 قائلة:

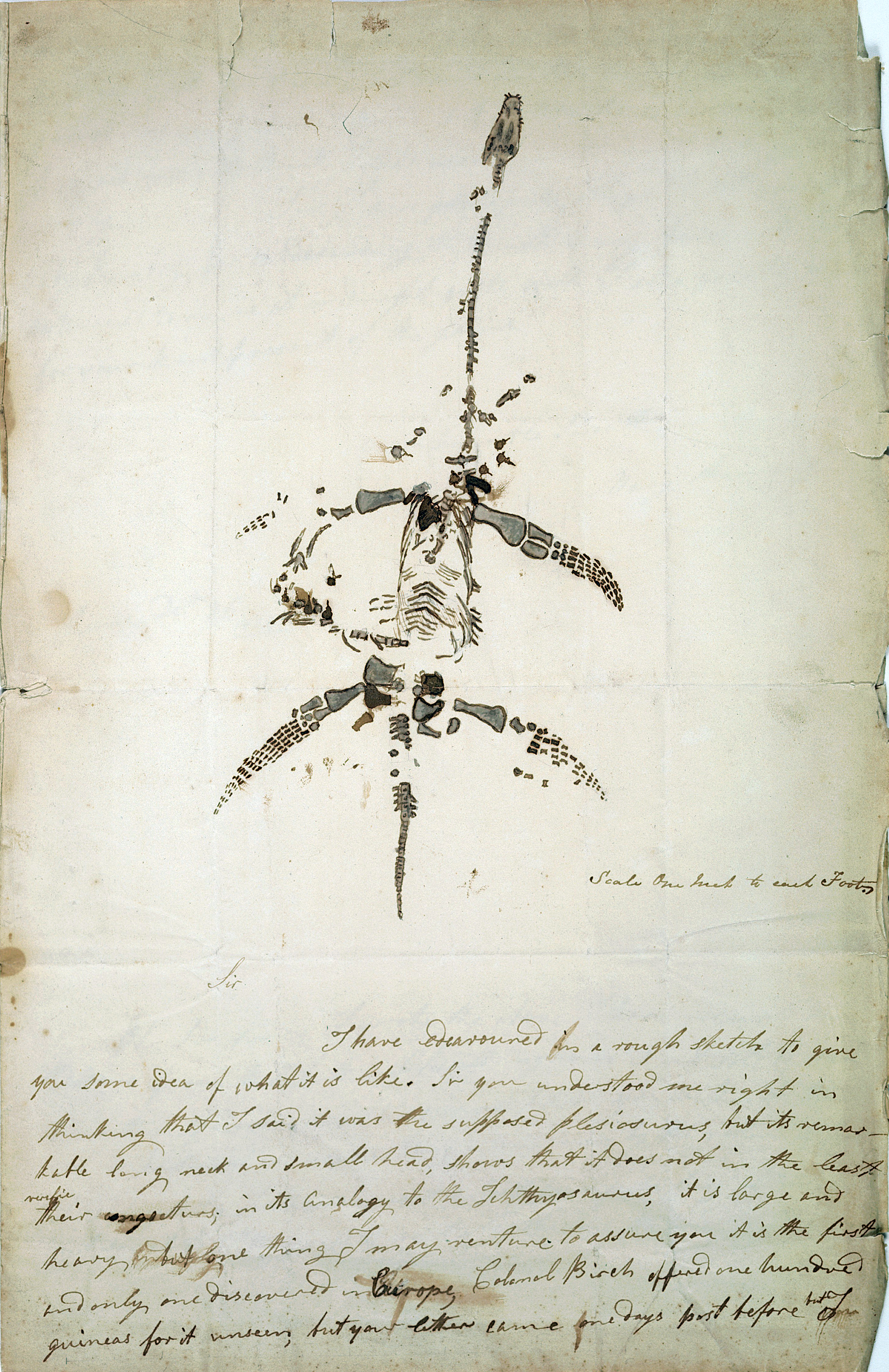
صورة لهيكل عظمي شبه مكتمل ذو رقبة طويلة نحيفة وجمجمة صغيرة بلصور، أعلنت ماري آننغ عن اكتشافه في عام 1823

في عام 1826 أي عندما كانت ماري في السابعة والعشرين من عمرها، استطاعت أخيرا أن تدخر مبلغ لشراء منزل ومتجر ذو واجهة زجاجية أطلقت عليه اسم (متجر آل آننغ للحفريات) أو (Anning's Fossil Depot). وقد لقى هذا المتجر اهتمام كبير على الصعيدين الأمريكي والبريطاني; فقد كتبت عنه صحيفة لايم المحلية أنه متجر جميل يعرض هيكل إكتيوصور في حالة جيدة. بينما زارته العديد من الشخصيات المعروفة مثل عالم الجيولوجيا الشهير جورج فازرستونهو الذي وصف ماري بأنها فتاة ماهرة ولطيفة. وقد اشترى جورج الكثير من الحفريات
للأكاديمية العلمية الناشئة بنيويورك.
وفي عام1844، زار الملك فريدريك أغسطس الثاني، ملك مملكة ساكسونيا ماري في متجرها حيث اشترى منها هيكل إكتيوصور ليضيفه إلى مقتنياته في مجموعة التاريخ الطبيعي الكبيرة.
وقد كتب كارل غاستف كارس، طبيب الملك ومساعده في مذكراته:
وعندما طلب منها كارس أن تكتب اسمها وعنوانها، قرأت اسمها «ماري آننز»، وقالت «أنا معروفة في أوروبا كلها.» 	
بمرور الوقت، أصبحت ماري أكثر ثقة بعلمها ومعرفتها. والدليل على ذلك أنها راسلت مجلة ناتشورال هيستوري في عام 1839 لتدحض مزاعم أحد المحررين الذي أدعى أن (قرش هايبوس)، المكتشف مؤخراً، الذي عاش منذ ملايين السنين قبل التاريخ ينحدر من سلالة أخرى غير تلك التي ينحدر منها أسماك القرش الأخرى، ذات الأسنان المستقيمة والمعقوفة، التي اكتشفتها ماري منذ سنوات.
فقد كان هذا الاقتباس الذي نشر من خطاب ماري الإسهام العلمي المكتوب الوحيد الذي نشر وهي في قيد الحياة.
إلا أن هناك خطابات شخصية نشرت لماري أثناء حياتها، كخطاباتها إلى فرنسيس أغسطا بل.

### تفاعل ماري مع الوسط العلمي
كانت ماري، بوصفها امرأة فقيرة من الطبقة العاملة، غريبة عن الأوساط العلمية. ففي ذلك الوقت لم يكن للنساء، ولا حتى
الفقراء من الرجال من مَن لم يكن لديهم ملكية خاصة، الحق في الإدلاء بأصواتهم، أو تقلد المناصب الحكومية، أو حتى الالتحاق بالجامعات. وبالنسبة للنساء من الطبقة العاملة، كانت الوظائف المتاحة تتمثل في أعمال الزراعة والأعمال المنزلية والعمل بالمصانع الجديدة.
ولم تكن الجمعية الجيولوجية، الناشئة، ذات الدور المؤثر في تشكيل الوعي العلمي بمعزل عن مثل هذا الإقصاء. فقد منعت النساء من الاشتراك فيها، أو حتى حضور جلساتها باعتبارهم ضيوف.
ومن ناحية أخرى، كانت ماري تستاء من الكثير من زبائنها المهتمين بالحفريات; فبالرغم من أنها كانت تفوقهم علماً، فإن، زبونها، عالم الجيولوجيا الثري، كان هو دائما من يضع وصفاً علمياً للحفريات التي تكتشفها ماري، دون أدنى إشارة لدور ماري في اكتشافه.
وفي الصدد نفسه تقول آنا بني، الصبية التي صاحبت ماري في الكثير من رحلات جمع الحفريات: «لقد استغلت ماري بشدة... فبينما كانت تلك الصفوة المتعلمة تعتمد على كل ما تتوصل إليه ماري من تفصيلات ضرورية لنشر نتائجهم النهاءية، كانت ماري لا تحصل على أية امتيازات نظير تلك الاكتشافات.» 
وكذلك كتب تورانس أن الظلم والتجاهل الذين تعرضت لهما ماري كانا جزءا من منظومة أكبر من التجاهل الذي تعرضت له الإسهامات العلمية المقدمة من الطبقة العاملة في أوائل القرن التاسع عشر. فغالباً ما كان الحجار، أو عامل الطرق، أو عامل البناء يجمع الحفريات ثم يبيعها لجامع الحفريات الثري، فإذا كانت المستحاثات التي اكتشفت ذات قيمة علمية، فإن الأخير كان يحصل على كل الامتيازات والتقدير.
كان الكثير من علماء الجيولوجيا يزورون ماري، ليس فقط من أجل شراء الحفريات، ولكن أيضاً للخروج معها في رحلات جمع الحفريات، وكذلك لمناقشة أمور التشريح. فعلى سبيل المثال: كانت ماري وهنري ديلابيك أصدقاء، أثناء مرحلة المراهقة وبعدها، حين أصبح هنري أحد أبرز علماء الجيولوجيا في المملكة. فقد كان هنري، وماري، وأحياناً جوزف آننج، يذهبوا معاً في رحلات جمع الحفريات.
أما ويليام بكلاند، أستاذ الجيولوجيا بجامعة أوكسفورد فكان يقضي إجازات عيد الميلاد بلايمريجس، حيث شُهِد، وماري، يجمعان الحفريات.
ويبدو أن بكلاند قد استفاد كثيرا من الإثباتات العلمية التي توصلت إليها ماري; فقد أثبت أن البازهر المخروطي، الذي أسماه بالكوبراليت، ما هو إلا روث أكتيوصور أو بليزوصور متحفر.
وفي عام 1839 قام كلاً من ويليام بكلاند، وريتشارد أوين، وكونيبير بزيارة لايم، حيث ذهبوا جميعا في رحلة لجمع الحفريات، بصحبة ماري.
وكذلك ساعدت ماري جامع الحفريات توماس هوكنز في جمع هياكل الإكتيوصور من ساحل لايم ريجس في ثلاثينيات القرن التاسع عشر، بيد أنها لاحظت ميل هوكنز لتحسين الهياكل المتحفرة، فقالت عنه: «لقد كان يضع الأشياء تبقاً لتصوره هو، وليس على الصورة التي وجدت عليها....».
ونتيجة لذلك، أثيرت فضيحة كبرى حول العظام التي يضيفها هوكنز إلى هياكل الإكتيوصور، كي تبدو مكتملة، قبل أن يبيعها
لمتحف التاريخ الطبيعي بالمتحف البريطاني، دون علم المثمنون بتلك الإضافات.
وفي عام 1834 قام عالم الحفريات السوسري، لويس أغاسيز بزيارة ماري لجمع ودراسة حفريات الأسماك، حيث أعجب بمهارتها، هي وصديقتها إليزابيث فيلبوت، حيث شكرهما في كتابه دراسة في الأسماك المتحفرة (Studies of Fossil Fish). كما كتب عنهما في مذكراته: «لقد استطاعت الآنسة فيلبوت وماري آننغ أن ترياني سلالات عديدة من أسماك القرش».
وكذلك قام رودريك موركيسون، ضمن عمله الميداني بجنوب غرب إنجلترا، بزيارة لايم، حيث ترك زوجته شارلوت هناك، لعدة أسابيع، كي تتعلم أمور جمع الحفريات من ماري. وفي تلك الفترة أصبحت ماري وشارلوت صديقتين، حيث استفادت ماري من صداقتها بشارلوت التي عرفتها على شبكة واسعة من الزبائن بأوروبا.
حتى غيديون مانتل، مكتشف الديناصور إغوانادون، قام بزيارة ماري بمتجرها.
إلى جانب تلك الزيارات، كان العديد من العلماء يكاتبون ماري ويسألون آراءهم. ومن هؤلاء تشارلز لايل الذي كتب يسألها عن رأيها في التأثير الذي يحدثه البحر في الجروف الساحلية بلايم. في حين راسلها آدم سيدجويك، أستاذ الجيولوجيا بجامعة كامبريدج، الذي درس لعديد من العلماء من أبرزهم تشارلز داروين.

### العثرات المالية وتغيير الكنيسة

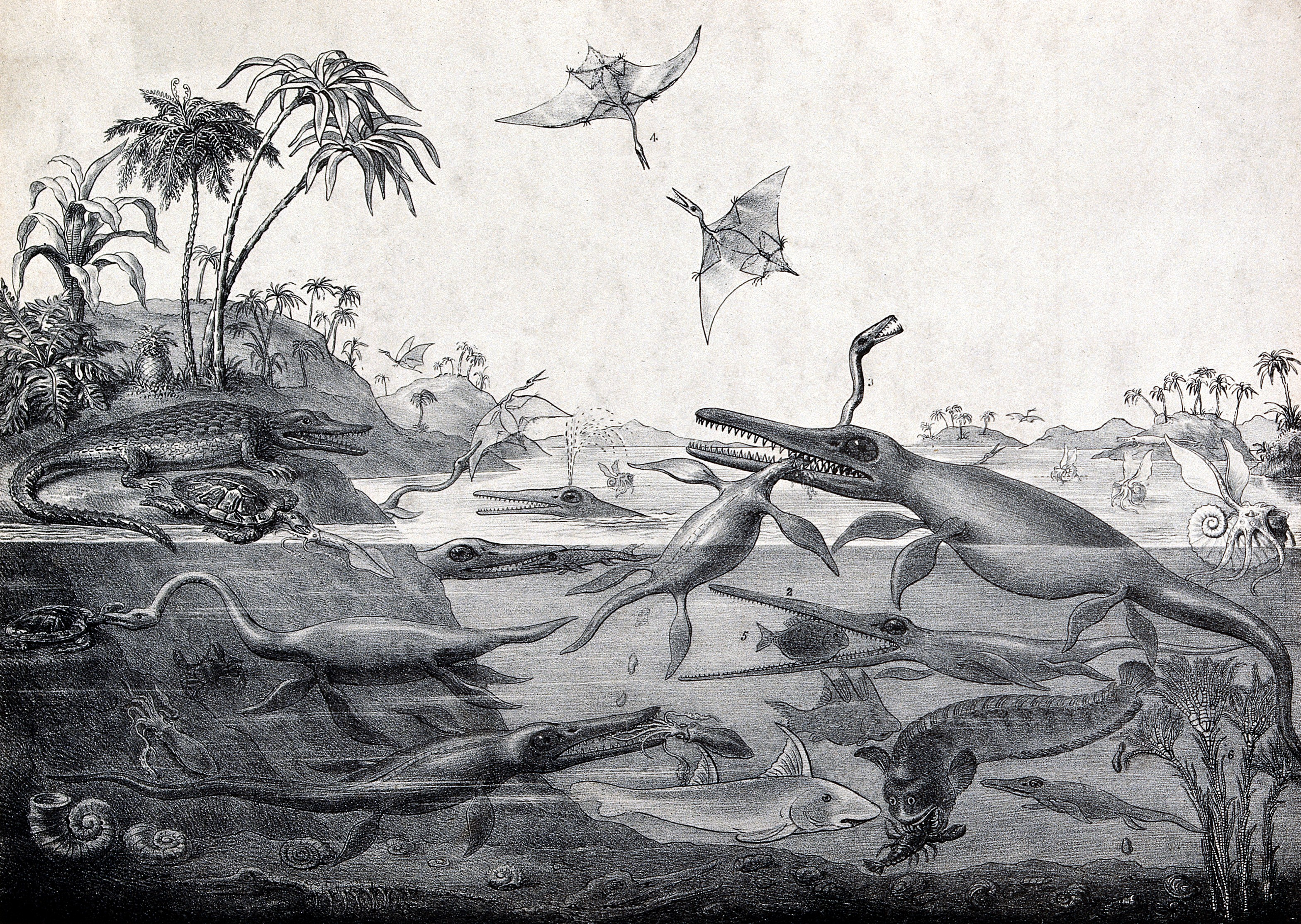
صورة بالأبيض والأسود لرسمة تظهر حيوانات ونباتات عاشت في البحر وعلى الشاطئ قبل التاريخ، يتقدم الصورة تيروصورات تتعارك في الجو فوق البحر، وإكتيوصور يعض رقبة بليزوصور طويلة.

هذه هي الطباعة الحجرية، التي صورها جورج يوهان شارف، من رسمة هنري ديلابك الأصلية، دوريا أنتيكوير بالألوان الماءية.
في عام 1830، تعرضت ماري لأزمة مالية، بسبب قلة الطلب للحفريات، نتيجة للحالة الاقتصادية السيءة التي كانت تمر بها البلاد، إلى جانب الفترات الزمنية الطويلة التي كانت تفصل بين اكتشافات ماري الكبرى. وقد حاول هنري ديلابك، صديق ماري المقرب، مساعدتها، فكلف جورج شارف بعمل طباعة حجرية لرسمته دوريا أنتيكوير، التي تعتمد على الحفريات التي وجدتها ماري في تصوير الحياة بدورست في عصور ما قبل التاريخ. ثم باع ديلابك نسخ عديدة من تلك الطباعة الحجرية لزملائه من الجيولوجيين وغيرهم من الأثرياء، حيث تبرع بالعائد لصالح ماري.
وفي ديسمبر من نفس العام، اكتشفت ماري، أخيراً، هيكل عظمي لنوع جديد من البليزوصورات وباعته مقابل £200.
وفي خلال تلك الفترة، تحولت ماري من الكنيسة الأبرشانية، حيث عُمدت ماري ونشطت هي وعائلتها، إلى الكنيسة الأنجليكية. وقد جاء هذا التحول تزامناً مع التراجع الملحوظ الذي شهدته أعداد المنتمين للكنيسة الأبرشانية في عام 1828، بعد سفر الجيولوجي والقس جون غليد، صاحب الجماهرية الكبيرة، إلى أمريكا لتدشين حملة ضد العبودية هناك، واستخلاف القس إبينيزر سمث، صاحب الشعبية الأقل، مكانه. وكذلك تحولت ماري عن الكنيسة الناشئة بعد تأثر المكانة الاجتماعية لتلك الأخيرة نتيجة لتحول الكثير من النبلاء من زبائن ماري، مثل بكلاند، وكونيبير، وسدجوك، عن الكنيسة. وبالرغم من ذلك التحول، فقد بقيت ماري، بوصفها مسيحية متدينة، تخدم كنيستها الجديدة كما كانت تخدم كنيستها القديمة.
وفي عام 1835 تعرضت ماري لضائقة مالية أخرى، بعدما فقدت معظم مدخراتها (حوالي £300) في صفقة غير موفقة. حيث اختلفت المصادر حول ما حدث بالضبط; فتقول ديبرا كادبوري أن ماري قد استثمرت أموالها مع شخص محتال سرقها، بينما تقول شيلي إملنغ أنه ليس من المؤكد إذا ما كان هذا الرجل محتالاً بالفعل، أو أنه لم يكن محتالاً ولكنه مات فجأة قبل أن يرد لماري أموالها. بيد أن حالة ماري المادية قد تأثرت كثيرا بعد تلك الحادثة، حتى أن ويليام بكلاند، صديق ماري القديم، تقدم بطلب لكلاً من الحكومة البريطانية والجمعية البريطانية لتقدم العلوم لمنح ماري معاش سنوي نظير إسهاماتها الكثيرة في علم الجيولوجيا. ويذكر أن ذلك المعاش البسيط (£25) قد ساعد على تأمين وضع ماري المالي، بعض الشيء.

### المرض والوفاة

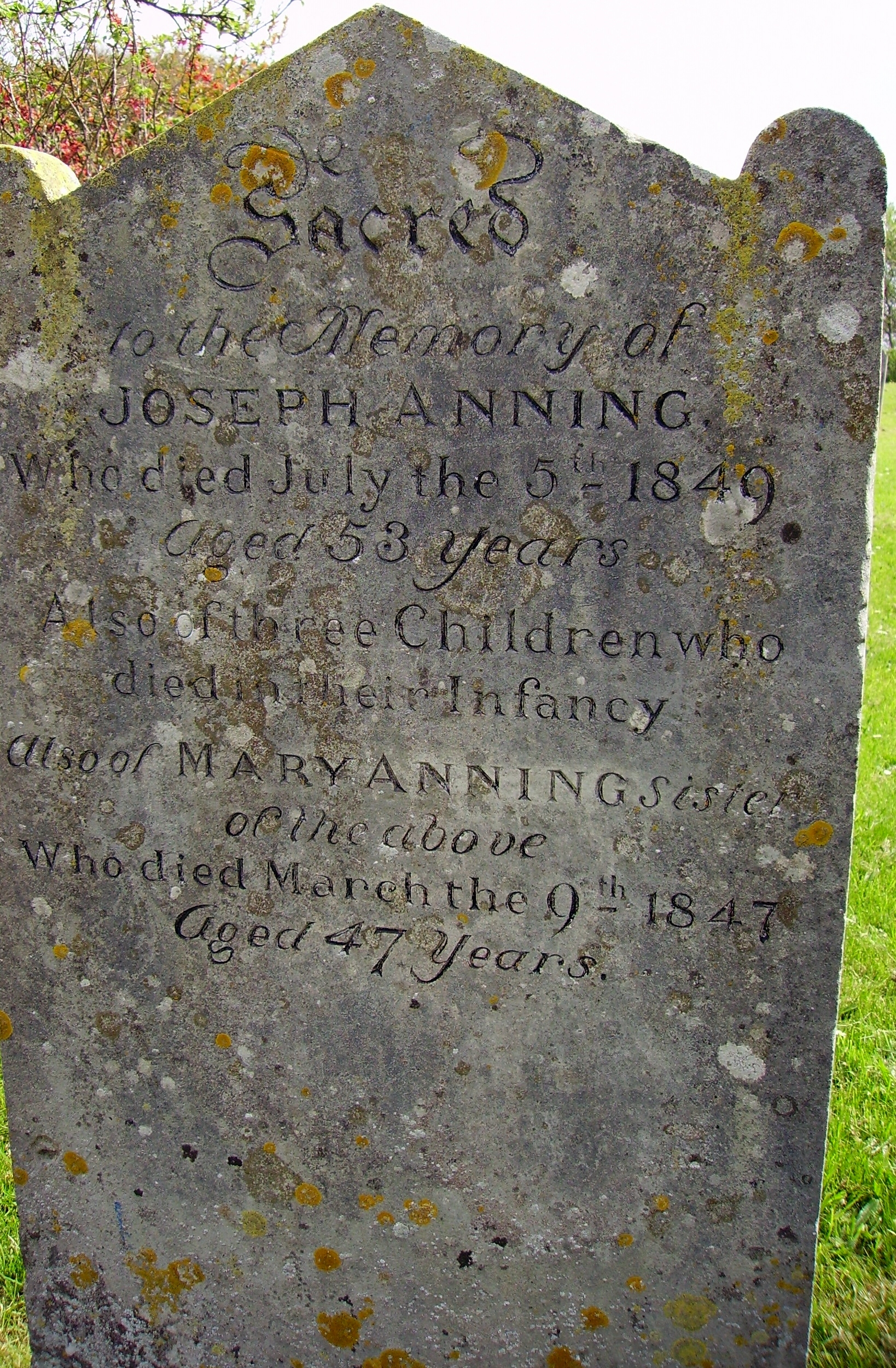
صورة لشاهد قبر ماري وجوزف آننغ، بكنيسة سانت مايكل.

توفيت ماري في التاسع من مارس لعام 1847، عن عمر يناهز السابعة والأربعين، بعد صراع مع سرطان الثدي. حيث تضاءل عملها تدريجياً خلال السنوات الأخيرة من حياتها بسبب ظروف مرضها. إذ شاع بين سكان لايم أن ماري لديها مشكلة بسبب كثرة شرب الخمور، نظراً لكثرة تناولها لجرعات كبيرة من صبغة الأفيون، كونها مسكن قوي للآلام التي كانت تعاني منها.
وفي عام 1846، بعدما تبين للجمعية الجيولوجية أن ماري تعاني من السرطان، قام أعضاء الجمعية بجمع تبرعات لمساعدة ماري في نفقاتها، كما قامت إدارة متحف بلدة دورست، الناشئ، بتعيين ماري عضو شرف فيه.
دُفنت ماري في كنيسة القرية، كنيسة سانت مايكل، في الخامس عشر من مارس.
وبعد وفاتها بأربع سنوات، شارك أعضاء من الجمعية الجيولوجية في بناء نافذة زجاجية تذكارية، تخليداً لاسم ماري آننغ بكنيسة سانت مايكل. وفي عام 1851 افتتحت النافذة التي تصور أعمال الرحمة الست: إطعام الجائع وسقي العطشان، وإكرام الغريب، وكساء العريان، وزيارة المريض، وافتقاد السجين، حيث كتب عليها بالنص: «هذه النافذة تخليدا لذكرى ماري آننغ، ابنة هذه القرية، التي قضت نحبها في التاسع من مارس لعام 1847، شيده قس القرية وبعض أعضاء الجمعية الجيولوجية، تقديراً لإحسان قلبها واستقامة حياتها، وعرفاناً لدورها في إثراء علم الجيولوجيا.»

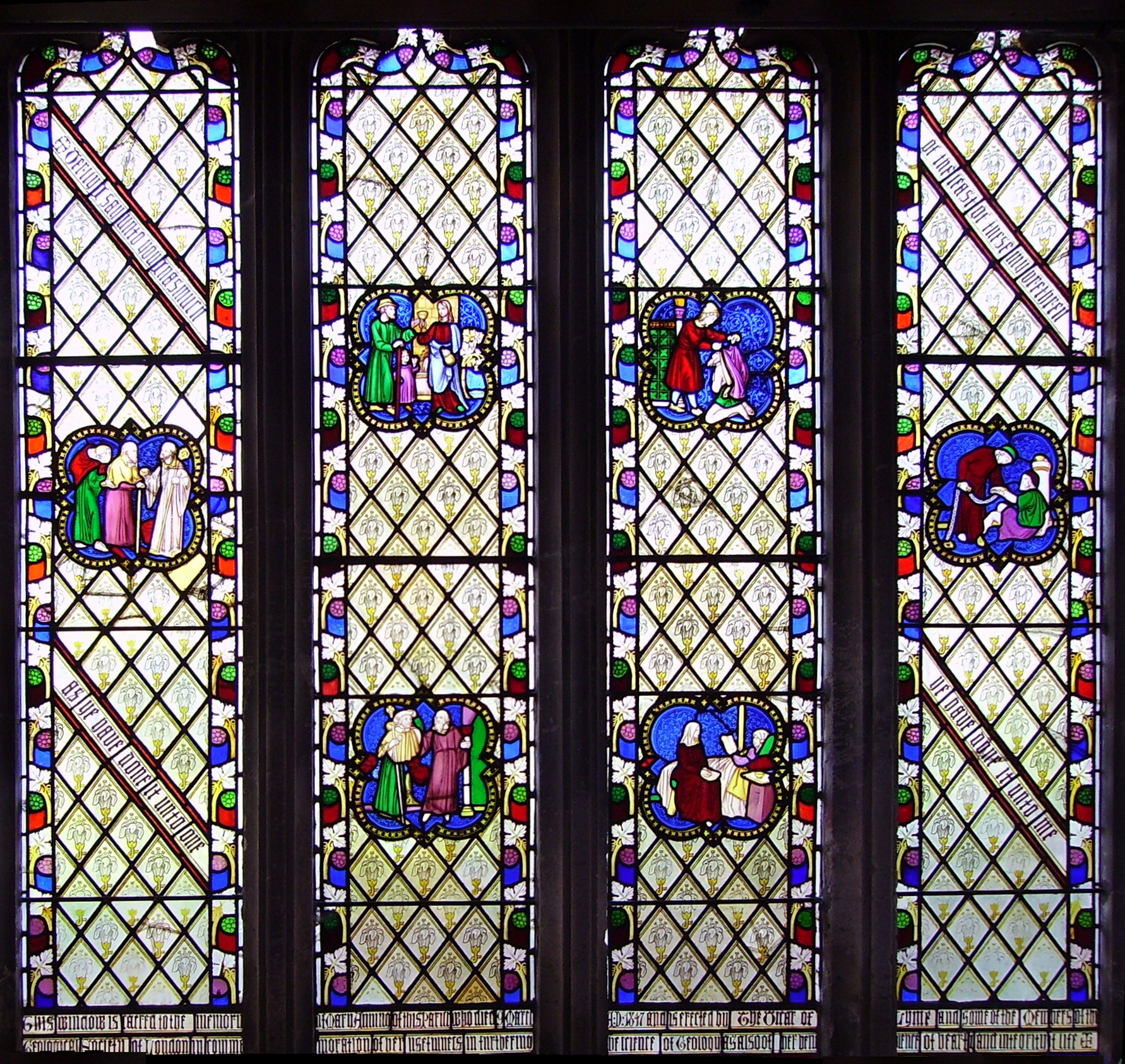
صورة لنافذة ماري آننغ الملونة بكنيسة سانت مايكل.

وبعد وفاتها كتب هنري ديلابك، رئيس الجمعية الجيولوجية، إطراء لماري، ألقاه على الجمعية الجيولوجية ونشره في مجلتها الفصلية. ويعتبر هذا المدح الأول من نوعه الذي يقدم لامرأة، من الجمعية التي لم تكن تعترف بعضوية النساء، أصلاً، حتى عام 1904.
ويبدأ الإطراء قائلاً:
«لا استطيع أن أختم الحديث عن من افتقدناهم بسبب الموت بدون أن أذكر هذه الشخصية، التي لم تكن مسجلة في الجمعية، لأنها كانت تسعى لكسب قوطها، أسهمت تلك الشخصية بمهراتها وأبحاثها في معرفتنا بالزواحف البحرية التي عاشت بمحاذات ساحل لايم بشكل كبير....»
وفي عام 1865، كتب تشارلز ديكنز مقالاً عن حياة ماري في مجلته الأدبية على مدار العام (All the Year Round)، تحدث فيه عن الصعبات التي تخطتها ماري، خصوصاً تلك التي واجهتها مع أهل مدينتها الذين كانوا يتبنون الكثير من الأفكار العلمية المغلوطة. حيث ختمه بقوله: «لقد صنعت ابنة النجار البسيط لها اسم وشهرة عظيمين، وهي بالفعل تستحقهما.»
وفي عام 2010، أي بعد وفاتها ب163 سنة، أدرجت الجمعية الملكية البريطانية اسمها في قائمة أكثر عشر نساء أسهمن في تاريخ العلم.

## اكتشافات

### إكتيوصور

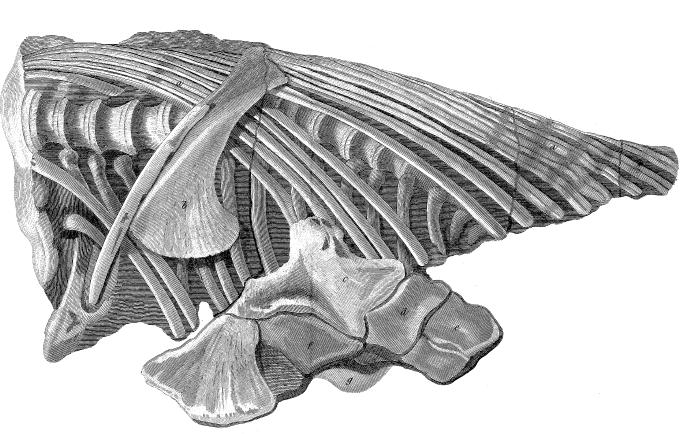
صورة لرسمة إفيريرد هوم التي نشرت في جريدته عام 1814، تظهر جزء من بقايا هيكل الإكتيوصور الأول الذي عثرت عليه ماري داخل قالب حجري، ويشمل أضلع، وعمود فقري، وعظام حوضية.

عثرت ماري على أول اكتشافاتها بعد وفاة والدها بوقت قصير، في عام 1811 كما تذكر أغلب المصادر، أو ربما في عام 1810 أو عام 1809 كما ترجح بعض المصادر الأخرى. ففي البداية عثر جوزف آننغ على رأس إكتيوصور يبلغ طولها أربعة أقدام (1.3م)، ولكنه أخفق في وجود باقي الهيكل.
لذا طلب من ماري أن تبحث بين جروف لايم ريجس وتشارموث عن بقية الهيكل، حيث وجدت، بعد عمل مضني دام لعدة أشهر، هيكل يبلغ طوله 17 قدم (5.2م)، وقد كان ضخماً لدرجة جعلت العائلة تستأجر عدد من العمال كي يستخرجوه، في نوفمبر من نفس العام. وقد قامت جريدة لايم المحلية، بتغطية هذا الحدث في التاسع من نوفمبر، باعتباره اكتشاف لتمساح متحفر.
وبالرغم من أن العديد من بقايا الإكتيوصور اكتشفت بلايم، وبأماكن أخرى، فقد كان الهيكل الذي وجده آل آننغ، أول هيكل إكتيوصور يصل للدوائر العلمية بلندن، عن طريق اللورد الذي اشتراه، ثم باعه لجامع الحفريات ويليام بولوك الذي عرضه بلندن،  حيث لقى اهتماماً بالغاً. ففي ذلك الوقت كان معظم الناس يؤمنون بالمعنى الحرفي لقصة الخلق في سفر التكوين، والتي تقضي بأن عمر الأرض لا يتجاوز بضع آلاف السنين، وأن الأنواع لا تتطور أو تنقرض.
وكذلك أثار هذا الاكتشاف جدلاً كبيراً في الأوساط العلمية والدينية، حول الحقائق الجديدة التي قد يكشفها علم الجيولوجيا، عن حقب الحياة القديمة وتاريخ الأرض.
وقد كتب سير إفيريرد هوم مجموعة من ستة أبحاث، يشرح فيها الاكتشاف الجديد للجمعية الملكية بلندن. حيث لم يذكر في أي منها اسم ماري، بل إنه أرجع، حتى أبسط الأمور من تنظيف الهيكل وتجهيزه، إلى فريق العمل بمتحف بولوك.
وقد احتار السيد هوم في تصنيف هذا الكائن; ففي البداية صنفه على أنه أحد أنواع الأسماك، ثم نسبه إلى خلد الماء، وبعد ذلك، في عام 1819 استقر رأيه على أن الكائن الجديد يحمل صفات سمندرات والسحلية، لذا اقترح تسميته با«بورتيوصور».
وفي عام 1819 اشترى تشارلز كونيغ، الأمين المساعد بالمتحف البريطاني، الهيكل لمتحف التاريخ الطبيعي، وأطلق عليه الاسم الذي لازمه: «إكتيوصور» (سمكة السحلية).
ولا تزال الجمجمة معروضة بمتحف التاريخ الطبيعي، منذ أن نقلت مع محتويات المتحف البريطاني في القرن التاسع عشر، وحتى اليوم. بيد أن الهيكل قد انفصل عن الجمجمة خلال تلك الفترة، ولا يعرف مكانه حتى الآن.
عثرت ماري، بين عامي 1815 و1819، على أحجام مختلفة من حفريات الأكتيوصور شبه المكتملة. وفي عام 1821 اشترك هنري ديلابيك وويليام كونيبير، وهم أعضاء بالجمعية الجيولوجية بلندن، في كتابة بحث تحليلي مفصل، شرحا فيه ما توصلت إليه ماري وغيرها من الإحاثيين. حيث ختماه بقولهما أن الإكتيوصور هو نوع جديد من الزواحف البحرية، لم يكن معروفاً، وأن هذا النوع الجديد ينقسم إلى ثلاث أنواع طبقاً لشكل الأسنان.
وفي عام 1820 عثرت ماري على هيكل «إكتيوصور بلاتيكودون» ضخم يبلغ طوله 20 قدم (6م)، وهو ما يعرف الآن بالتمنودونتوصور.

### بليزوصور

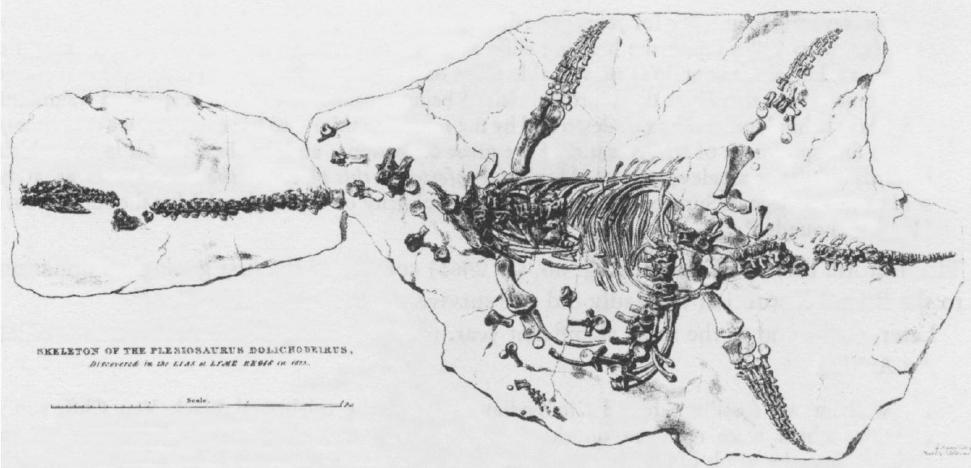
صورة لهيكل شبه مكتمل ذو رقبة طويلة نحيفة وجمجمة صغيرة، نشرت في المجلة الفصلية للجمعية الجيولوجية بلندن، وهي توضح البليزوصور الذي عثرت عليه ماري آننغ في عام 1823

كان ثاني أكبر اكتشافات ماري، هيكل شبه مكتمل لنوع من الزواحف البحرية، لم يكن معروفاً آنذاك، يدعى بليزوصور. وقد أطلق كونيبير على الهيكل الذي عثرت عليه ماري في شتاء 1820-1821، اسم «بليزوصور» نسبة للكلمة الإنجليزية "lizard"، أي سحلية. فقد وجد أن هذا الكائن يشبه السحلية بصورة أكبر من الإكتيوصور. وكذلك تناول كونيبير، هذا الكائن بالشرح المفصل في بحثه عن التركيب التشريحي للإكتيوصور، الذي شارك في تأليفه مع هنري ديلابيك. حيث شكر كونيبير الرجل الذي اشترى الهيكل من ماري، ومنحه فرصة فحصه، بينما لم يذكر الإحاثية التي اكتشفته وأعدته. وقد تم تسمية هذا الأحفوري المتحجر بعد ذلك باسم بليزوصور دوليكوديور (Plesiosaurus dolichodeirus) فهو نموذج من أنواع المزرعة النمطية والذي يعتبر في حد ذاتة نوع من أنواع الجنس.

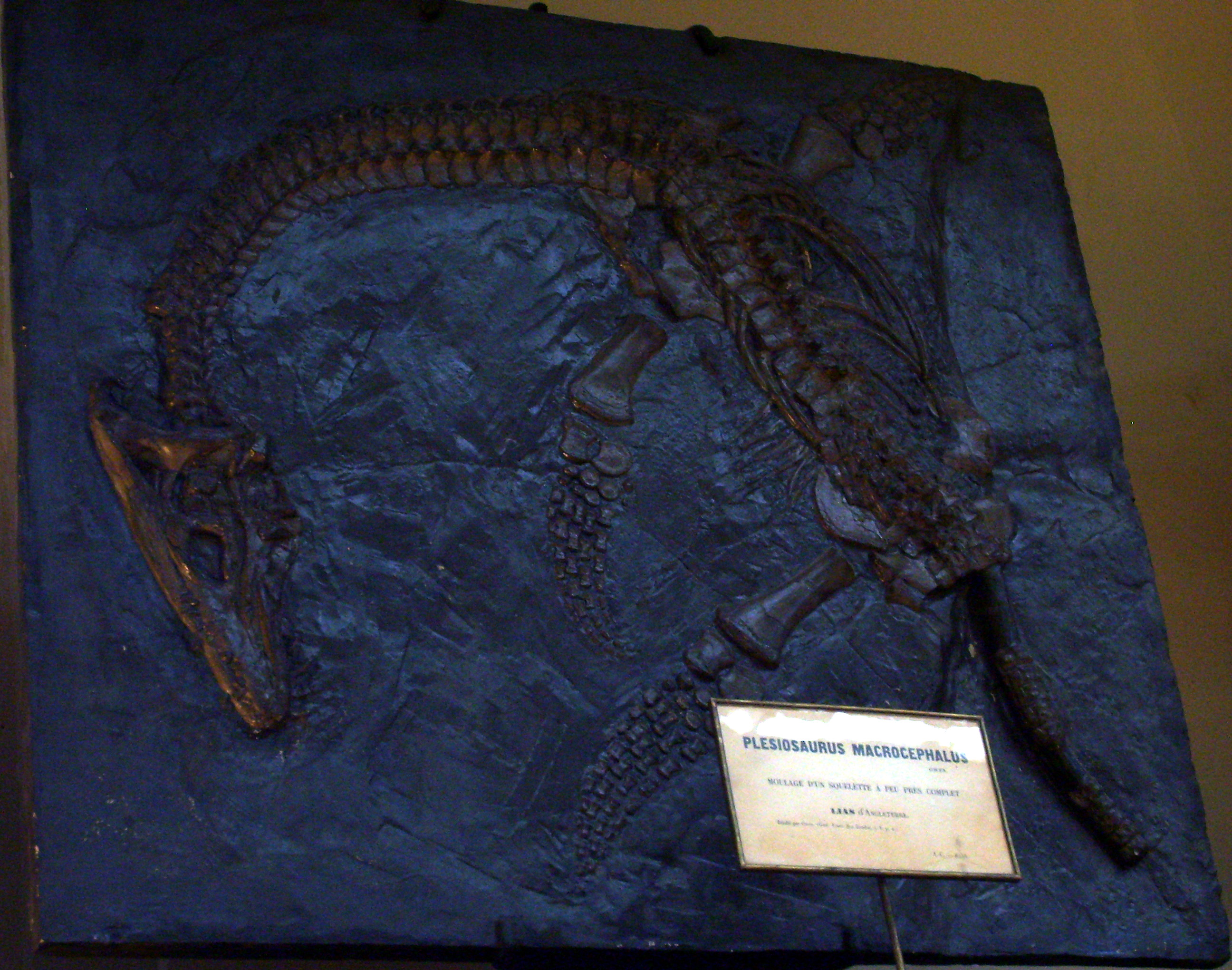
شكل البليزوصور ماكروسيفالوس الذي عثرت عليه ماري آننغ عام 1830على قالب بالمتحف الوطني للتاريخ الطبيعي في باريس.

و في عام 1823 اكتشفت ماري هيكل عظمي لبليزوصور آخر كان أكثر اكتمالا من الأول حيث كان يفتقد الجمجمة]]. وعندما قدم كونيبير تحليله الذي شرح فيه تشريح البليزوصور الجديد، الذي اكتشفته آننغ، خلال اجتماع الجمعية الجيولوجية في عام 1824 فقد أخفق للمرة الثانية في ذكر اسم آننغ على الرغم من أنها هي التي جمعت كلا الهياكل العظمية]]، وهي التي رسمت أيضا صورة الهيكل العظمي الثاني التي استخدمها في عرضه خلال الاجتماع]]. وقد قدم كونيبير عرضه في الاجتماع نفسه الذي وصف فيه وليام باكلاند اكتشاف الديناصور ميجالوصور (Megalosaurus)، وقد أثار كلا الاكتشافيين ضجة كبيرة في الأوساط العلمية. وقد جاء عرض كونيبير بعد حسم أحد المسائل الجدالية حول شرعية واحدة من الحفريات التي تم اكتشافها. وقد أثارت حقيقة عنق البليزوصور الطويلة والتي كانت تتكون من 35 فقرة]]، وهو شئ غير مسبوق على الإطلاق]]، شكوك عالِم التشريح الفرنسي الشهير جورج كوفييه عندما استعرض رسومات آنينغ للهيكل العظمي الثاني؛ وبعدها كتب إلى كونيبير مشككاً في هذا الهيكل ومشيراً إلى احتمال كون هذا الاكتشاف الجديد مزيفاً وذلك لاعتقاده بأن هذا الاحفوري ناتج من جمع عظام أنواع مختلفة من الحيوانات]]. لم يكن الاحتيال في هذا الوقت غائباً عن جامعي الحفريات الذين ظهروا في أوائل القرن التاسع عشر]]، وإذا لم يكن هذا الاتهام قد تم نفيه سريعاً لكانت سمعة آنينغ قد تشوهت ولكانت فشلت بعد ذلك في بيع أي حفريات إلى الجيولوجيين الآخرين. وقد ترتب على اتهام كوفييه عقد اجتماع خاص للجمعية الجيولوجية في مطلع عام 1824]]، والذي انتهى إلى الإقرار بشرعية الهيكل العظمي بعد تناول عدة مناقشات؛ وعلى إثر ذلك اعترف كوفييه بخطأه وسرعته في الحكم]]. بعدها اكتشفت آنينغ هيكل بلصور آخر في عام 1830 بيد أنه كان أكثر أهمية واكتمالا مما سبقه. أطلق عليه العالِم وليام بكلاند اسم بليزوصور ماكروسيفالوس (Plesiosaurus macrocephalus) ثم وصفه ريتشارد أوين في أحد أبحاثه عام 1840  ومجدداً ذكر أوين خلال بحثه الرجل الثري الذي كان قد اشترى الأحفوري ليُخضعه للفحص غافلاً كل الغفلة عن ذكر المرأة التي اكتشفته وأعدته للبحث.

## أسماك متحفرة وتيروصور

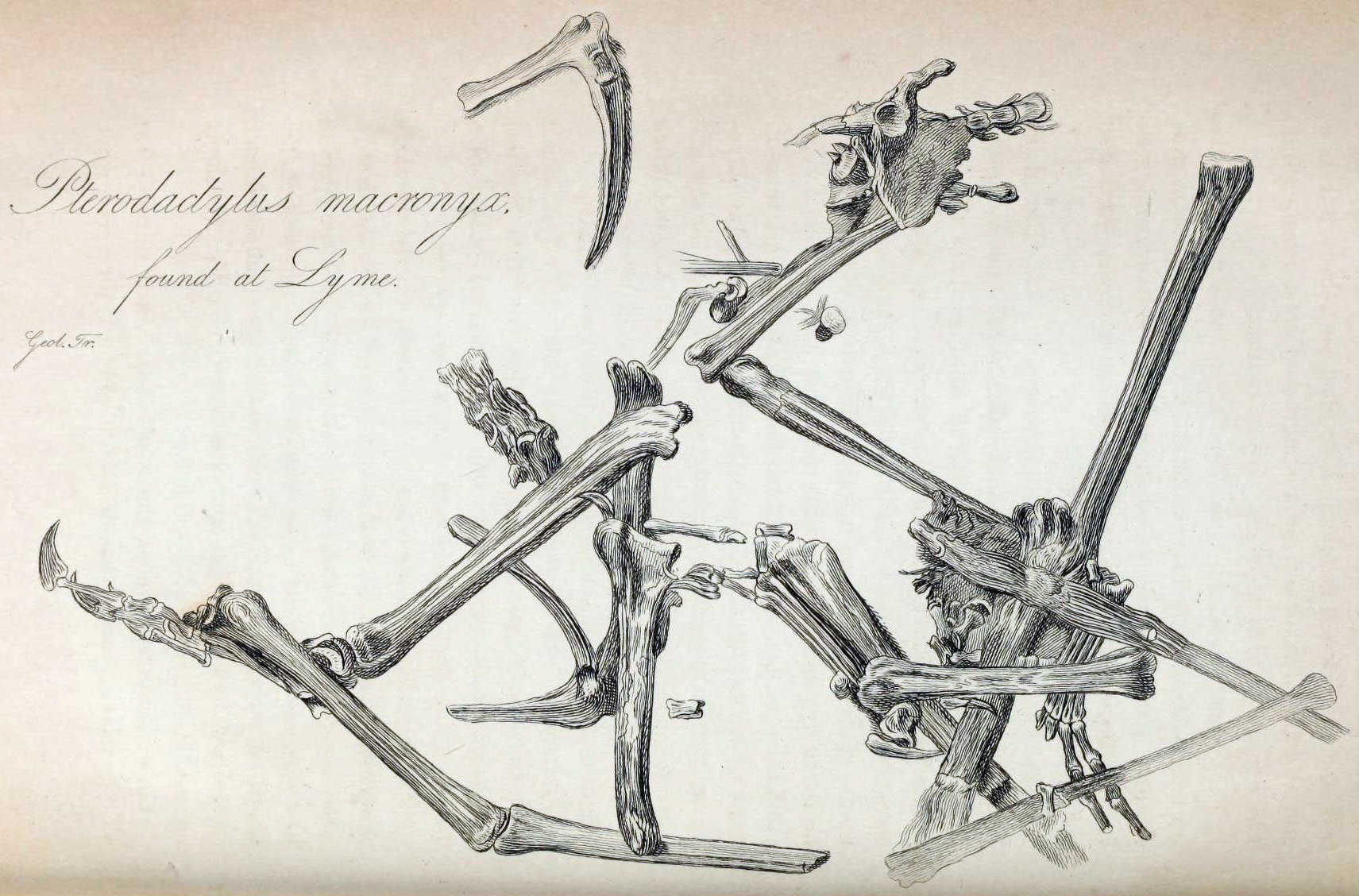
صورة لعينة الدايمورفادون ماركونيكس (Dimorphodon macronyx) الذي عثرت عليه ماري آننغ عام 1828.

عثرت آنينغ على عينة جديدة من السمك المتحفر والتي وصفتها أحد المقالات الصحفية المعاصرة في ذلك الوقت بأنها "[[عينة منقطعة النظير" لسمكة دابيديام النادرة (Dapedium politum) وهذة السمكة هي نوع من أنواع سمك الشفنين محرشف الزعانف (أسماك غضروفية مسطحة ذات زعانف صدرية معروفة بقدرتها على إصدار شحنة كهربية) والتي تم وضع وصف مفصل لها في عام 1828]]. وفي ديسمبر ذلك العام اكتشفت آنينغ هيكل عظمي غير مكتمل لتيروصور (ديناصور طائر) الذي وصفه وليام بكلاند في عام 1829 باسم تيروداكتيلاس ماركونيكس (Pterodactylus macronyx) وأطلق عليه ريتشارد أوين في بحث له بعد ذلك اسم دايمورفادون ماركونيكس (Dimorphodon macronyx). وعلى خلاف العديد مما مضى من بحوث فقد ذكر باكلاند خلال بحثه هذة المرة فضْل آنينغ في هذا الاكتشاف. وكان هذا أول اكتشاف لهيكل عظمي لتيروصور خارج حدود ألمانيا]]، وقد أثار عرضه في المتحف البريطاني ضجة كبيرة وجدلا واسعا في المنطقة بأكملها. وفي ديسمبر 1829 عثرت ماري أيضا على أحد الأحفوريات لسمكة السكوالوراجا (Squaloraja) والتي استقطبت اهتمام الكثيرين لما فيها من خصائص وسطية جمعت بين أسماك القرش والشفنين]].

## اللافقاريات والتتبع الأحفوري
أكسبت اكتشافات آنينغ للأحفوريات الفقارية شهرة كبيرة غير أنها قدمت الكثير من المساهمات الأخرى في علم الحفريات منذ مطالعه الأولى. وفي عام 1826 اكتشفت ماري شئ ما بدا وكأنه تجويف يحتوي على حبر جاف داخل أحفوري لسمكة البليمنويد (Belemnite) وقد استعرضت ماري هذا الأحفوري لصديقتها إليزابيث فيلبوت التي استطاعت أن تعيد سيولة الحبر مرة أخرى وتستخدمه في رسم وتوضيح بعض حفريات الإكتيوصور التي اكتشفتها؛ وما لبث أن استخدم بعض الفنانين المحليين الطريقة ذاتها حيث تم اكتشاف المزيد من التجويفات الحبرية المتحجرة. وذكرت آنينغ وجه الشبه القريب جداً بين التجويفات المتحجرة وبين حويصلات الحبر التي تحملها أسماك السبيدج والحبار الحديثة التي كانت قد قامت بتشريحها لفهم التركيب البنياوى لأسماك الرأسقدميات أو رأسيات القدم؛ وقد أدى ذلك إلى أن قام وليام بكلاند بنشر الإستنتاج الذي أوضح بأن أسماك البلمنيت التي تنتمي للعصر الجوراسي كانت تستخدم الحبر في الدفاع عن نفسها كما كانت تفعل الكثير من أسماك الرأسقدميات الأخرى.
وقد لاحظت آنينغ أيضا أن الأحافير ذات الشكل الغريب والتي عُرفت لاحقا باسم «أحجار البازهر» كانت توجد أحيانا في منطقة البطن داخل الهياكل العظمية للإكتيوصور. وأشارت آنينغ إلى أنه إذا تم كسر هذة الأحجار فهي في الغالب تحوي حراشف وعظام بعض الأسماك المتحجرة وأحيانا ما تكون عظام إكتيوصور صغير؛ كما اشتبهت آنينغ في أن تكون تلك الأحجار هي في الحقيقة براز متحجر ومن ثم عرضتها على باكلاند في عام 1824. وبعد إجراء المزيد من التحقيقات والمقارنات التي أجراها باكلاند بين هذة الأحجار الأحفورية وحفريات مماثلة وجدت في أماكن أخرى، نشر بكلاند الاستنتاج الذي انتهى إليه في عام 1829 بعد أن صدّق على أنها قطع من البراز المتحجر ومن ثم أطلق عليهم اسم كوبرولايت (coprolites). وعلى عكس ما فعل باكلاند مع ماري عند اكتشافها للهيكل العظمي للبلصور قبل بضع سنوات حينما أغفل عن الاعتراف بفضل آنينغ في اكتشافه، فقد قام باكلاند خلال تقديم استنتاجه للجمعية الجيولوجية بذكر آنينغ بالاسم كما أشاد بمهارتها ومثابرتها في إيجاد حل لللغز.

## تأثير وتراث

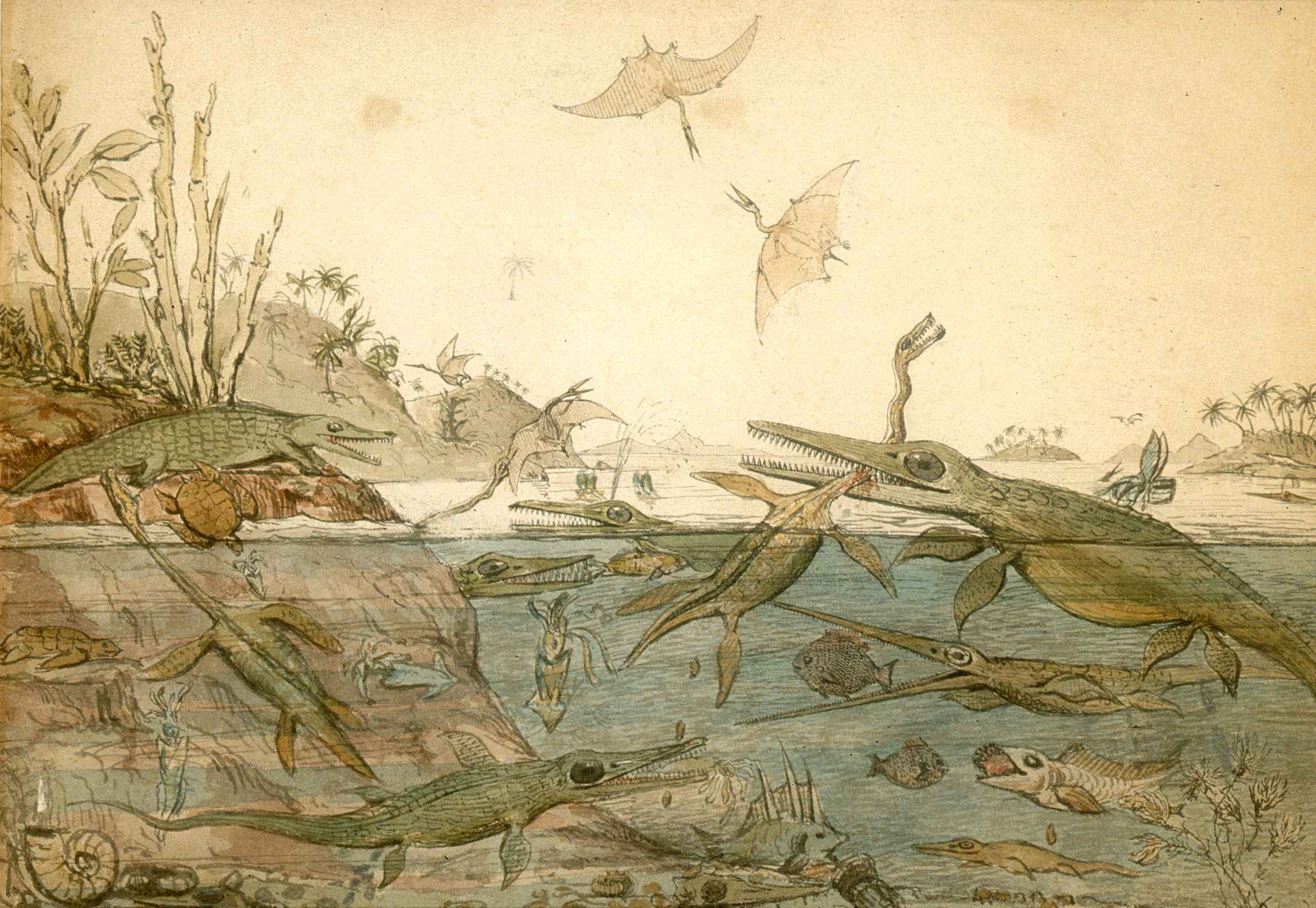
لوحه فنية مؤثرة لحيوانات ونباتات عاشت في البحر وعلى الشاطئ قبل التاريخ رسمها الجيولوجي هنري دي لا بيتش عام 1830مستخدما الألوان المائية ومعتمدا فيها إلى حد كبير على الحفريات التي عثرت عليها آننغ.

أصبحت اكتشافات آنينغ الأحفورية تمثل قطع رئيسية للدلالة على انقراض بعض الحيوانات. وكان جورج كوفييه قد دافع عن واقع الانقراض في أواخر عقد 1790 بناء على تحليله للأحافير الثدييات مثل الماموث. ومع ذلك وحتى أوائل عقد 1820 كان يعتقد الكثير من المثقفين علميا أنه كما لم يظهر أنواع جديدة من الحفريات فإن الموجود منها لم ينقرض وذلك إلى حد ما لاعتقادهم المترسخ وشعورهم الدائم بأن مسألة الإنقراض قد توحي ضمنا بأن خلق الله ناقص أو غير مكتمل وذهبوا إلى تفسير غياب بعض الحيوانات، وهو ضرب من الشذوذ، إلى أن هذه الحيوانات لا تزال تعيش في منطقة ما غير مستكشفة من الأرض. ولكن جاءت اكتشافات آنينغ للأحفوريات الغريبة والغير مألوفة كالبلصور والتي لا تشبه مطلقاً أي كائن حي معروف لتضرب بهذا المعتقد عرض الحائط.
برهنت أحفوريات إكتيوصور وبلصور وتيروصور التي اكتشفتها ماري بالإضافة إلى أولى أحافير الديناصور التي اكتشفها كلاً من جديون مانتل ووليام بكلاند خلال نفس الفترة أنه خلال العصور السابقة كانت تسكن الأرض مخلوقات مختلفة وبعيدة كل البعد عن تلك التي نراها اليوم؛ كما قدمت دعماً مهماً لاقتراح آخر مثير للجدل أدلى به كوفييه والذي يُشير فيه إلى أنه كان هناك عصر يدعى ب" الحقبة الوسطى" أو "عصر الزواحف" حيث كانت الزواحف لا الثدييات تُشكل النسبة السائدة من الحياة الحيوانية. وقد إنتشر هذا التعبير بعدما نشر مانتل أحد أبحاثه النقدية عام 1831 بعنوان "عصر الزواحف" والذي يلخص فيه بعض الدلائل على أنه كان هناك عصر جيولوجي طويل إنثالت فيه حشود الزواحف العملاقة كوكب الأرض براً وجواً وبحراً. كما لعبت هذة الاكتشافات دوراً رئيسياً في تطوير نوع جديد من الدراسة التاريخية للأرض من خلال علم الجيولوجيا أثناء عقد 1820 والذي سعى لفهم وتحليل تاريخ الأرض عن طريق استخدام بعض الأدلة من الحفريات لإعادة الكائنات المنقرضة والبيئات التي كانوا يعيشون فيها، ومن ثم انتهت هذة الدراسة إلى ما يسمى حالياً ب "علم الأحياء القديمة". ساهمت الرسومات الفنية لمشاهد الحيوانات المختلفة التي ظهرت خلال "العصور القديمة" (والتي تعرف الآن بعصور ما قبل التاريخ)، كلوحة الفنان هنري دي لا بيتش الإبداعية ديوريا أنتيكور (Duria Antiquior)، في حمل الناس على الإقرار بإمكانية وجود حياة على سطح الأرض في زمن الماضي البعيد؛ فقد ساعد الوصف الحيّ الذي أعده وليام بكلاند للسلسة الغذائية التي انتشرت خلال العصر الجوراسي المبكر والذي اعتمد فيها على التحليل الذي قدمه عن "البراز المتحجر" على إلهام دي لا بيتش وبراعته في رسم هذة اللوحة؛ ومن ثم فقد تبيّن أن دراسة "البراز المتحجر" التي عمل كلاً من آنينغ وباكلاند على تطويرها هي في الواقع أداة قيّمة لفهم النظم الإيكولوجية القديمة.

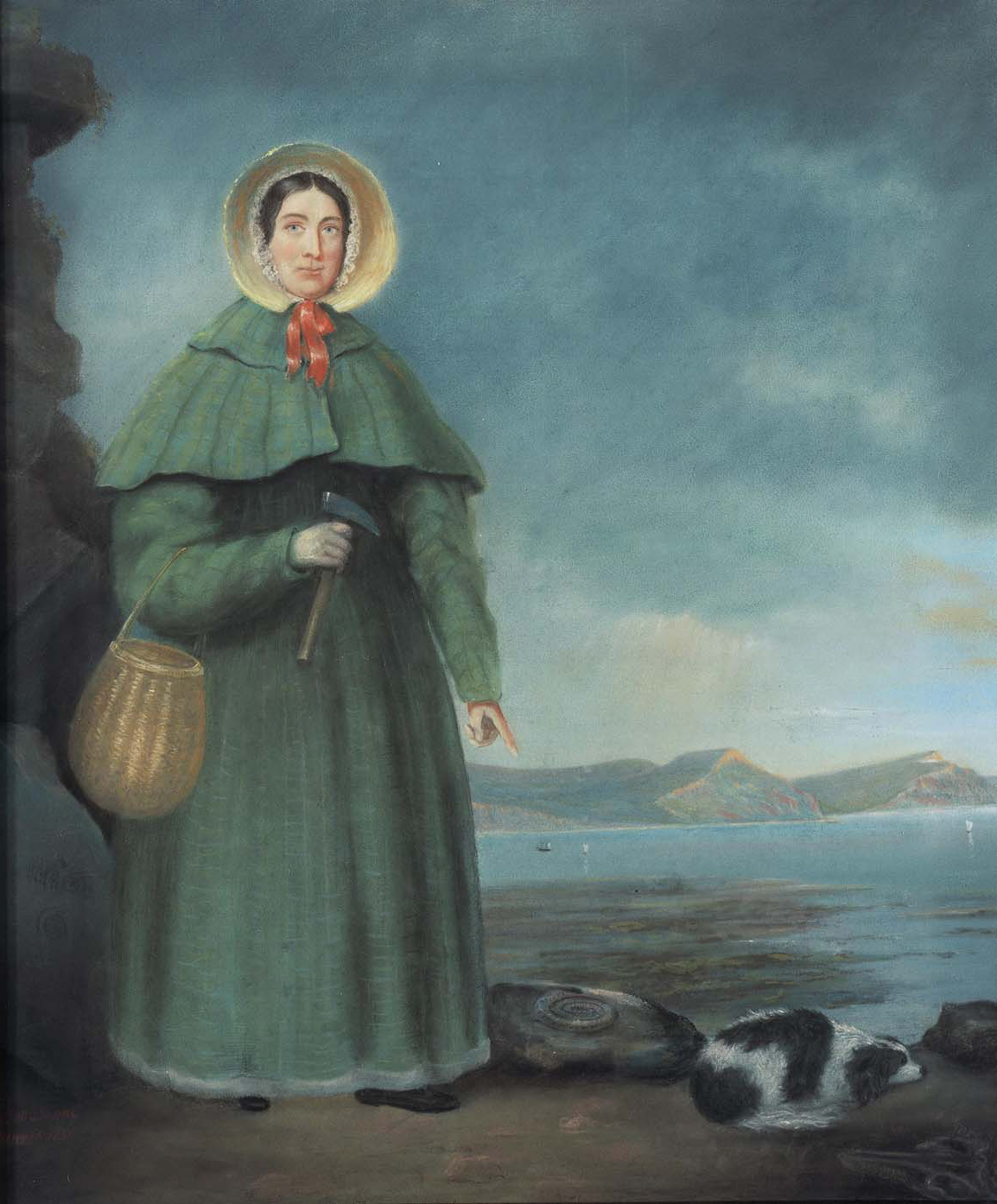
لوحة تصويرية لماري آننغ نشرت بعد وفاتها، بريشة الفنان بي دي دون عام 1847 وقد اعتمد في رسمها على اللوحة الاصلية 1842 المنشورة على رأس هذا المقال.

طيلة القرن العشرين وبداية من اهتمام فورد (H. A. Forde) وعمله الذي كتب فيه عن آنينغ بعنوان «بطلة لايم ريجس: قصة ماري آننغ عالمة الجيولوجيا الشهيرة» (1925)، وقد اعتبر العديد من الكتاب حياة آنينغ ملهمة إلى حد كبير؛ حتى وإنها كانت حجر الأساس للتنافر اللفظي أو الطباق الذي استخدمه تيري سوليفان في عام 1908 لكتابة قصيدة «هذي صدفاتِ شرتها» وذلك وفقا لما علق به. بى. جى مكارتني على هنري دي لا بيتش عام (1978):
- هذي الصدفاتِ شرتها عالمةُ الأصداف
- صدفاتٍ من شط البحرِالفائضِ بالأصداف
- فلإن بيعت صدفةُ بحرٍ من دُرِّ الأصداف
- كان يقينًا أن الصدفةَ من شطِ الأصداف

اهتمت تلك الأعمال بالكتابة عن مرحلة طفولتها وانصبت في سردها على مسيرتها المهنية التي بدأتها مبكرا أثناء رحلتها في هذة الحياة، كما صُورت الكثير من تلك الأعمال أيضا بطريقة رومانتيكية أكثر من سردها بطريقة تاريخية خالصة؛ وقد ذكرتها العديد من الروايات التاريخية وعلى الأخص رواية «سَيّدَة المُلاَزِم الفِرنسيّ» (1969) التي كتبها جون فاولز الذي انتقد حقيقة أنه لم يقم أيّ عالم بريطاني بتسمية أي قطعة أحفورية على اسمها طوال فترة حياتها. ولكن طبقا لما ذكرته كاتبة سيرة آنينغ الذاتية، شيلي إيملينغ، فإن هذا يتناقض مع ما فعله بعض الجيولوجيين البارزين الذين استغلوا اكتشافاتها، مثل وليام باكلاند ورودريك مورشيسون، ونسبوا إلى أنفسهم العديد من القطع الأحفورية التي اكتشفتها بنفسها. أما الشخص الوحيد الذي قام بتسمية بعض الأحفوريات على اسمها فقد كان عالم الطبيعة السويسري الأمريكي لويس أغاسيز. ففي مطلع عقد 1840 سمًى أغاسيز اثنين من أنواع الأسماك المتحفرة على اسم آنينغ وهم «أكروداس آنينغي» (Acrodus anningiae) و«بيلينوستوماس آنينغي» (Belenostomus anningiae) وسمًى آخرا على اسم صديقتها إليزابيث فيلبوت. و[[كان هذا ردا منه وتعبيرا عن امتنانه لما فعلته معه ماري سابقا عندما قدمت له المساعدة في دراسة عينات الأسماك الأحفورية خلال زيارته لايم ريجيس في عام 1834]]. وبعد وفاة آنينغ سُميت بعض الأنواع الأخرى على اسمها تكريما لها وكان من بينهم: صدفيات «ثيريلوديا آنينغي» (Cytherelloidea anningi)، ونوعين آخرين، واحد من جنس زواحف الثيرابسيد يسمى «آنينغيا» (Anningia)، والآخر من جنس رخويات ذوات الصدفتين ويسمى «آنينغيلا»  وفي عام 2012، فقد سُمي البليزوصور «آنينغاصور» (Anningasaura) على اسمها، وكذلك «إكتيوصور آنينغي» (Ichthyosaurus anningae) في عام 2015]].
في عام 1999, في الذكرى المائتان لمولد ماري آننغ، تم عقد اجتماع دولي حضره عدد كبير من المؤرخين وعلماء الحفريات وجامعي الأحفوريات وغيرهم من المهتمين بحياة آنينغ في لايم ريجيس. وفي 2005, أضاف متحف التاريخ الطبيعي في لندن ماري آننغ جنبا إلى جنب مع بعض العلماء البارزين مثل كارل لينيوس، دوروثي باتي، ووليام سميث، باعتبارها واحدة من الشخصيات المرموقة التي يستخدمها معرض الصور أثناء حالات العرض.
وفي عام 2009, كتبت تريسي شيفالييه رواية تاريخية بعنوان «مخلوقاتٌ بارزة» حيث رسمت كلا من آنينغ وإليزابيث فيلبوت الشخصيات الرئيسية للرواية؛ بالإضافة إلى رواية تاريخية أخرى تناولت حياة آنينغ بعنوان «طُرْفَة» كتبها جوان توماس، ونشرت في مارس 2010. وفي نفس الشهر، وكجزء من احتفال الجمعية الملكية بالذكرى السنوية الثلاثمائة والخمسون لها، قامت الجمعية بدعوة لجنة من الخبراء لوضع قائمة تتكون من أسماء عشرة نساء بريطانيات كان لهم الفضل الأعظم والتأثير الأكبر في تاريخ العلم ؛ وكان من بين تلك الأسماء في القائمة ماري آننغ.